# Menintingijsvogel
De menintingijsvogel (Alcedo meninting) is een waterminnende vogel uit de familie ijsvogels (Alcedinidae). Hij lijkt sterk op de "gewone" ijsvogel. Zoals de meeste soorten ijsvogels leeft deze vogel in de tropen van India tot in Indonesië op het eiland Lombok. De vogel is genoemd naar een plaatsje aan de westkust van Lombok.

## Beschrijving
De menintingijsvogel lijkt sterk op de gewone ijsvogel, ze zijn beide 15 cm lang. De menintingijsvogel is dieper van kleur: de buik is iets donkerder oranje en het blauw op de vleugel en op de kop is ook donkerder blauw.

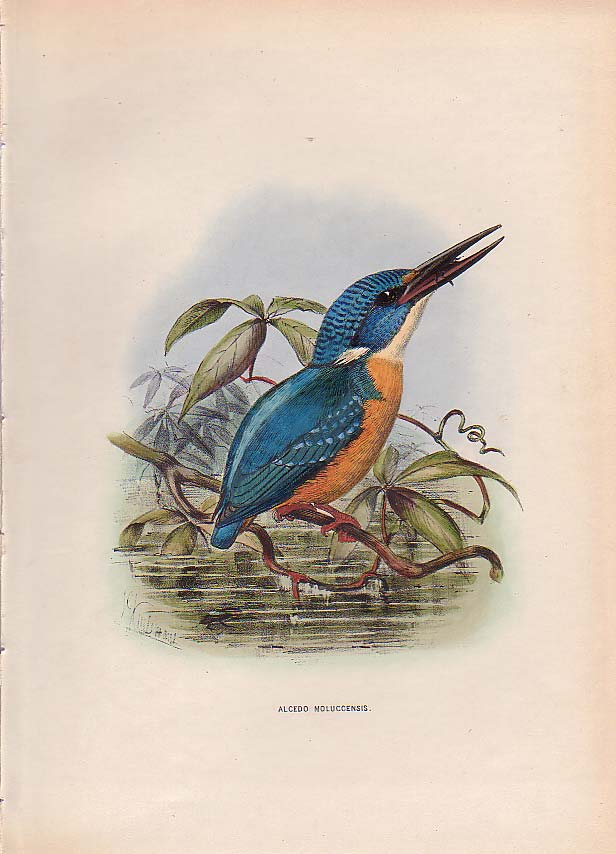
De menintingijsvogel (afbeelding gemaakt door John Gerrard Keulemans).

## Verspreiding en leefgebied
Er zijn vijf ondersoorten. De nominaat A. m. meninting komt voor in het zuiden van het schiereiland Malakka, Borneo, het zuiden van de Filipijnen, het zuidwestelijk deel van Sulawesi, de Soela-eilanden, Sumatra, Java, Bali en Lombok. Daarnaast zijn er ondersoorten op de Andamaneilanden (A. m. rufigastra), het zuiden van India en Sri Lanka (A. m. phillipsi), het noorden van India tot in Indochina (A. m. coltarti) en het noorden van het schiereiland Malakka (A. m. cintillans).
De menintingijsvogel komt meestal voor langs rivieren en beken in laaglandregenwoud, maar ook wel bij moerassen en mangrovebossen langs de kust.

## Status
De menintingijsvogel heeft een groot verspreidingsgebied en daardoor alleen al is de kans op uitsterven uiterst gering. De grootte van de populatie is niet gekwantificeerd. De vogel is nergens echt algemeen en gaat waarschijnlijk in aantal achteruit. Echter, het tempo ligt onder de 30% in tien jaar (minder dan 3,5% per jaar). Om deze redenen staat deze ijsvogel als niet bedreigd op de Rode Lijst van de IUCN.